# Ацис и Галатея (опера Люлли)
А́цис и Галате́я (фр. Acis et Galatée) — последняя премьера выдающегося французского композитора XVII-го века Жан-Батиста Люлли́, музыкальное произведение, написанное в жанре пасторали. Опера писалась к сроку, по заказу очень родовитого 32-летнего герцога Луи́ Жозе́фа де Вандо́ма.
Герцог, перестроивший своё родовое поместье по самым последним требованиям архитектурной моды, пожелал отметить окончание работ по-королевски и пригласил отпраздновать новострой своего величественного Кузена, угостив его не только изысканной пищей и грандиозной охотой, но и премьерой одного из самых прославленных современных композиторов Франции.
Премьера состоялась 6 сентября 1686 года, в первый же вечер восьмидневного праздника, и, вероятно, очень понравилась гостям, потому что уже спустя десять дней, 17 сентября, оперу ставят в «официальном придворном театре» — в Королевской академии музыки; а может, просто потому, что Люлли был придворным капельмейстером и директором этого оперного театра.

## Работа над оперой
В отличие от многих других своих опер, которые автор называл «трагедии, положенные на музыку», эту оперу Люлли обозначал как «героическую пастораль»: в опере было всего три акта против обычных пяти, действие разворачивалось в типичном для любовных пастушеских историй ключе, с упрощениями, свойственными камерным сценическим произведениям того времени; с другой стороны, по драматическому накалу или музыкальной насыщенности опера мало отличалась от его классических — то есть героических по определению — «музыкальных трагедий».
Успешное до этого сотрудничество Люлли с известным тогда драматургом и либреттистом Филиппом Кино́ (фр. Philippe Quinault), на этот раз не состоялось, — несмотря на то, что со времени премьеры их последней совместной работы, оперы «Армида», принятой более чем благосклонно, прошло всего полгода. Причина отказа от дальнейшего сотрудничества, столь логичного после февральского успеха «Армиды», не совсем ясна. Источник сообщает лишь, что Кино «больше не занимался театральной работой». Это могли быть личные отношения, но возможно, что сотрудничеству помешала болезнь Кино, — в следующем году он скончался.
Ещё одной причиной отсутствия Кино среди авторов могло быть и ясно выраженное пожелание заказчика — герцога де Вандома. Готовясь к званому празднику в присутствии королевских особ, герцог обратился к великому Расину с просьбой написать либретто к опере, которую он хотел бы поставить в дни праздника. Расин порекомендовал герцогу положиться на способности его «верного ученика» Кампистрона, буквально только что побывавшего в центре внимания в связи с удачной премьерой его пьесы «Андроник».
Так или иначе, тридцатилетний начинающий драматург пишет либретто для самого именитого композитора Франции, и оба знают, что их труд будет представлен на особо торжественном вечере перед почти всей свитой Наследника, а возможно, и самого короля.

## Либретто

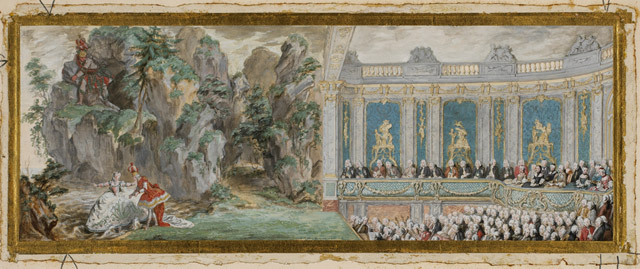
Мадам де Помпадур в роли Галатеи перед Людовиком XV и его свитой (1749), Адольф Лало (Adolphe Lalauze) с гравюры Charles-Nicolas Cochin the Younger (19-й век) Версаль

За основу для либретто была выбрана история из 13-й главы «Метаморфоз» Овидия, строчки с 740-й по 897-ю, о «любовном треугольнике» между юной нереидой Галатеей, юным сыном Фавна Ацисом и уродливым, но очень могучим циклопом Полифемом.
Влюблённый в Галатею Полифем ухаживает за нею с нежностью отца, в то время как Галатея чувствует себя счастливой только в объятиях Ациса. Застав их однажды вместе, разъярённый Полифем убивает Ациса, бросив в него отломленный в безумии ревности кусок скалы. Безутешная Галатея просит своего отца, бога морей Нептуна, превратить текущую из-под скалы кровь возлюбленного в ручей.
На обложке либретто указывалось посвящение Наследнику. Учитывая характер предстоявшей постановки, длительность подготовки, выбор авторов, статус заказчика, придворные нравы во времена Людовика XIV, можно предположить, что сюжет был выбран не случайно, и в персонажах пасторали посвящённые могли узнавать некоторых своих знакомых, и что кому-то из зрителей делалось тайное сообщение.
В пользу такого предположения говорит и то, что, по общему мнению, в персонажах предыдущей пьесы Кампистрона «Андроник» под экзотическими именами явно угадывалась «история» Дона Карлоса и Елизаветы Валуа, и то, что в тот же год Кампистрон становится личным интендантом герцога де Вандома.
Таким образом, разница между камерной «героической пасторалью» «Ацис и Галатея» Жан-Батиста Люлли и одноимённым произведением Генделя становится ещё яснее.

## Действующие лица
Покровительница охоты и музыки богиня Диана появляется в прологе неслучайно: основательницу родового дворца, перестройку которого праздновал потомок незаконной любви Генриха IV герцог де Вандом, звали Диана де Пуатье, и она была фавориткой короля Генриха II.

### Пролог
богиня Диана, группа дриад, фавнов и пр. сельских божеств, Изобилие, Ком, свита обоих, Аполлон.

### Основное действие
Ацис, Галатея, Полифем, свита Полифема, Телем, Сцилла, Тирсий, Аминта, хор горожан и горожанок, жрец Юноны, свита жреца Юноны, Нептун, свита Нептуна, хор бога морей, наяды.

### По голосам
| Главные роли           | Голос    | Исполнители премьеры, 6 сентября 1686    |
| ---------------------- | -------- | ---------------------------------------- |
| Галатея, морская нимфа | сопрано  | Мари Ле Рошуа (Marie Le Rochois)         |
| Ацис, смертный         | от-контр | Луи Голар Дюмени (Louis Gaulard Dumesny) |
| Полифем, чудище        | баритон  | Жан Дён (по прозвищу Дён-отец, Jean Dun) |
| Нептун                 | бас      | -                                        |

## Избранные записи
- Lully: Acis & Galatée (Fouchécourt, Gens, Naouri, Crook, Delunsch, Félix, Masset; Les Musiciens du Louvre; Conductor Minkowski). Archiv (1998).